# Meschers-sur-Gironde
Meschers-sur-Gironde är en kommun i departementet Charente-Maritime i regionen Nouvelle-Aquitaine i västra Frankrike. Kommunen ligger  i kantonen Cozes som ligger i arrondissementet Saintes. År 2022 hade Meschers-sur-Gironde 3 165 invånare.

## Befolkningsutveckling
Antalet invånare i kommunen Meschers-sur-Gironde
Referens:INSEE